# Vlasta Depetrisová
Vlasta Depetrisová (Vlasta Pokorná-Depetrisová, née le 20 décembre 1920 à Plzeň, morte le 23 octobre 2003 dans la même ville), est une pongiste tchèque.
Elle a été championne du monde en simple en 1939 au Caire, et a remporté de nombreuses médailles en simple, en double et par équipes entre 1936 et 1948.
Elle avait remporté son titre 4 jours seulement avant l'annexion de la Tchécoslovaquie par l'Allemagne nazie en 1939.
Morte en 2003, elle était la dernière survivante de l'âge d'or des tchèques dans le monde du tennis de table.